# 松井範雄
松井 範雄（まつい のりお、1951年4月15日 - 2023年11月8日）は、日本の男性俳優、声優。東京都出身。身長176cm、体重72kg。

## 来歴
玉川大学卒業。1974年、現代演劇協会附属演劇学校入学。1975年に円演劇研究所入所。1976年に演劇集団 円の会員に昇格。
2023年11月8日、死去。72歳没。かねてより病気で療養していた。訃報は12月4日に円企画により発表された。故人の遺志により近親者のみにて滞りなく執り行なった。

## 人物
声種はバリトン - テノール。
特技は日本太鼓、民族舞踊、乗馬。資格は普通自動車免許。
死去した田中明夫や野本礼三から持ち役の一部を引き継いでいる。

## 出演作品

### 映画
- 鬼畜（1978年） - 松山洋紙店店員 役
- 影武者（1980年） - 酒井忠次 役
- 乱（1985年） - 小倉主馬助 役
- タンポポ（1985年） - 太った乞食 役
- ミンボーの女（1992年） - ホテルマン 役
- まあだだよ（1993年） - 三井 役
- マルタイの女（1997年） - 係長 役
- ドラッグストア・ガール（2003年）
- 明日への遺言（2008年） - 武藤少将 役

### テレビドラマ
- 特捜最前線 （テレビ朝日）
  - 第8話「愛と復讐の銃弾」（1977年） - トラックの運転手 役
  - 第94話「恐怖のテレホン・セックス魔!」（1979年）
- 気まぐれ本格派 第17話「女王陛下の船は出た!!」（1978年、日本テレビ）
- 大空港 第52話「シスター刑事 テロリストを撃て!」（CX、1979年）- 松原まもる 役
- 土曜ワイド劇場（テレビ朝日）
  - 松本清張の事故（1982年）
  - 人妻殺し（1989年）
  - 松本清張サスペンス・黒い空（1990年）
  - 新・警視庁女性捜査班（2006年6月10日）
- 事件記者チャボ! 第25話「息子は無実! 怒れチャボ!!」（1984年、日本テレビ） - 森川 役
- 超電子バイオマン 第25話「プリンスの幽霊?」（1984年、テレビ朝日） - 大山 役
- 巨獣特捜ジャスピオン 第10話「女スパイを連れた古代怪魚」（1985年、テレビ朝日） - 先生 役
- はね駒（1986年、NHK） - 内田記者
- 大忠臣蔵（1989年、テレビ東京） - 前原伊助
- 外科医有森冴子 第1シリーズ 第1話「離婚した夫にガン宣告!メスが切り裂く男女の絆 前妻と後妻の愛が揺れる」（1990年、日本テレビ）
- 松本清張作家活動40年記念ドラマSP・西郷札（1991年、TBS）
- 火曜サスペンス劇場（日本テレビ）
  - わが町シリーズ（1992年 - 1998年）
  - 転勤判事4（1998年10月13日）
- ドラマ新銀河（NHK）
  - 赤ちゃんが来た（1994年） - 大原聡 役
- 輝く季節の中で（1995年、フジテレビ）
- 鍵師3（1995年、フジテレビ）
- 大河ドラマ（NHK)
  - 毛利元就（1997年） - 寺畑 役
  - 元禄繚乱（1999年） - 榊原采女 役
  - 利家とまつ〜加賀百万石物語〜（2002年） - 滝川一益 役
  - 龍馬伝（2010年） - 井伊直弼 役
- 職員室（1997年、TBS）
- 3番テーブルの客（1997年、フジテレビ）
- 御家人斬九郎 第4シリーズ 第3話「大利根の月」（1999年、フジテレビ / 映像京都） - 飯岡助五郎 役
- 犯罪交渉人ゆり子（2001年、テレビ東京） - 戸塚啓太 役
- 金曜エンタテイメント 津軽海峡ミステリー航路2（2003年） - 木村刑事
- 次郎長背負い富士（2006年、NHK）
- 山田太一ドラマSP・本当と嘘とテキーラ（2008年、テレビ東京）
- CONTROL〜犯罪心理捜査〜（2011年、フジテレビ）

### バラエティ
- ダウンタウンのごっつええ感じ 連続テレビ小説「木瓜の花」第9回（1993年、フジテレビ） - おでん屋の客 役

### オリジナルビデオ
- 白百合女学園洋弓部 白銀の標的（1991年）

### テレビアニメ
- ルパン三世 アルカトラズコネクション（2001年） - ルキノ 役[7]
- ギャラリーフェイク（2005年） - ダレム 役
- 太陽の黙示録（2006年） - 政府要人 役
- 薬師寺涼子の怪奇事件簿（2008年） - 警備員A 役

### 吹き替え

#### 映画
- ロビン・フッド（1991年）※テレビ東京版
- スペース カウボーイ（2000年、ジェリー・オニール／ドナルド・サザーランド[8]）※ソフト版
- 沈黙の陰謀（2002年）※日本テレビ版
- ファイターズ・レガシー（2003年、ルー〈サモ・ハン・キンポー〉）
- マルホランド・ドライブ（2002年）
- アンタッチャブル（2003年）※テレビ東京版
- インビジブル（2003年）※テレビ朝日版
- 地獄の戦艦（2004年）
- レジョネア 戦場の狼たち（2004年）※テレビ東京版
- 舞台よりすてきな生活（2005年、ピーター〈ケネス・ブラナー〉）
- スペースバンパイア（2005年）※テレビ朝日版
- 宇宙戦争[9]
- レッド・サン テレビ東京版
- 007シリーズ
  - 007 美しき獲物たち (1985年、ボブ・コンリー〈マニング・レッドウッド〉)※ソフト版
  - 007 ダイ・アナザー・デイ（2006年、ムーン将軍〈ケネス・ツァン[10]〉）※テレビ朝日版
- キス・オブ・ザ・ドラゴン（2006年）※テレビ東京版
- 300 〈スリーハンドレッド〉（2007年）
- リトル・ミス・サンシャイン（2007年、エドウィン）
- インディ・ジョーンズ/クリスタル・スカルの王国（2008年、ジョージ・マクヘイル〈レイ・ウィンストン〉[11]）
- 88ミニッツ（2008年、フランク・パークス〈ウィリアム・フォーサイス〉）

#### ドラマ
- アリー my Love（2000年）
- ER緊急救命室（2002年 - 2008年、第7シーズン:#1 バクスター〈バリー・ゴードン〉、第7シーズン:#5 ハミル〈ハリー・S・マーフィ〉、第7シーズン:#16 ダンカン、第9シーズン:#17 フィッシャー、第13シーズン:#6 ギャレット・パルシー〈ジェームズ・グリーソン〉）
- WITHOUT A TRACE/FBI 失踪者を追え!（2005年 - 2007年、第1シーズン:ゲイリー、第2シーズン:デイブ、第3シーズン:ハウイー）
- 名探偵モンク（2006年 - 2007年、第3シリーズ、第4シリーズ:#7、第7シリーズ:#14）
- 北京バイオリン（2007年、王〔ワン〕警官）
- ギルモア・ガールズ（2007年 - 2013年、リチャード・ギルモア〈エドワード・ハーマン〉）
- 気分はぐるぐる（2008年、マクラスキー先生）
- ベートーベン・ウィルス（2009年）
- 第一容疑者 希望のかけら（2009年、シムズ巡査部長）
- クリミナル・マインド4 FBI行動分析課（2010年、ロリンズ）
- デスパレートな妻たち5（2010年、校長）
- グッド・ワイフ3（2012年、プレストン〈F・マーリー・エイブラハム〉）

### 舞台
- ペリクリーズ
- 尺には尺を メジャー・フォー・メジャー
- 夜叉ヶ池
- 夏の夜の夢
- まちがいつづき
- 不思議の国のアリスの帽子屋さんのお茶の会
- 赤ずきんちゃんの森の狼たちのクリスマス
- くすくす わっはっは
- あらしのよるに
- パイがいっぱい スパイもいっぱい
- シーンズ フロム ザ ビッグ ピクチュアー

### その他のコンテンツ
- 東京ディズニーランド
  - 白雪姫と七人のこびと（グリゴー王）